# Adonisea lineata
Adonisea lineata är en fjärilsart som beskrevs av Walker 1857. Adonisea lineata ingår i släktet Adonisea och familjen nattflyn. Inga underarter finns listade i Catalogue of Life.